# Florea Țenescu
Florea Țenescu (n. 1 aprilie 1884, Turnu Măgurele – d. 9 aprilie 1941) a fost un general român.

## Biografie
1902-1904 Urmează Școala Militară de Artilerie din Danzig, Germania.
1909-1911 Școala Superioară de Război, avându-i colegi pe Ion Antonescu, Nicolae Bolintineanu, Petre Cănciulescu, Constantin Cepleanu, Alexandru Gorski, Constantin Ilasievici și Ioan Sichitiu.
1917-1919 Ofițer de ordonanță și adjutant al Regelui Ferdinand.
Căpitanul Florea Țenescu a scris lucrări ca:
“Istoria militară” (1919).
"Cunoștințe generale asupra războiului și studiul lui" vol. I-III (1921-1923): "Tancurile, grație puterii mari de foc, a mișcării independente în teren pe câmpul tactic și a micii vulnerabilități devin o armă decisivă a atacului."
- general de brigadă - 1930
- general de divizie - 1937
- general de corp de armată - 1940
- 1 februarie 1939 - 23 august 1940 General Locotenent - Șeful Statului Major.
- 5 ianuarie 1940 - General de divizie, membru în Consiliul superior al armatei - inspector general de armată
- general de armată post mortem - 1945

A fost înaintat la gradul de general de corp de armată cu începere de la data de 1 aprilie 1940.
În iunie 1940 a avertizat Consiliul Regal cu privire la incapacitatea armatei române de a face față cu succes unui posibil conflict militar. Generalul Florea Țenescu era caracterizat în felul următor: „În situații clasice face să fie bine, dar în situațiile mișcătoare nu știe să se degajeze de soluțiile scolastice și să ia decizii bune pentru împrejurări și posibilități”.
Șeful Marelui Stat Major, generalul Florea Țenescu a ordonat, personal, comandanților Armatelor 3 și 4 române să intre imediat în dispozitivul de apărare, cu toate trupele prevăzute în planurile de operații pe baza rapoartelor informative venite de la unitățile aflate la frontiera de Est, recunoașterilor aeriene și a altor informații, Marele Stat Major român a confirmat, puțin după miezul nopții de 24 spre 25 iunie 1940, Grupului de Armate 1 ordinul să efectueze, în zori, zboruri de recunoaștere pe toată lungimea Nistrului, fără trecerea frontierei.  Generalul Nicolae Ciupercă, comandantul Armatei 4, a cerut lămuriri prin rețeaua telegrafică Hugues: prin „imediat” trebuie înțeles „în două-trei ore?” sau „imediat”, pur și simplu. Generalul Țenescu a ordonat: două-trei ore.
A fost trecut în retragere prin decretul-lege nr. 3.094 din 9 septembrie 1940 al generalului Ion Antonescu, Conducătorul Statului Român și președinte al Consiliului de Miniștri, împreună cu mai mulți generali considerați a fi apropiați fostului rege Carol al II-lea și acuzați că, în calitate de înalți comandanți militari, s-ar fi comportat necorespunzător în împrejurările dramatice din vara anului 1940. Decretul-lege prevedea scoaterea mai multor generali din cadrele active ale armatei cu următoarea justificare: „având în vedere că următorii ofițeri generali au săvârșit acte grave de incapacitate, demoralizând prin fapta lor prestigiul oștirii și elementarele comandamente ale răspunderii de ostaș. Având în vedere că prin lingușiri și metode incompatibile cu demnitatea de ostaș au ocupat înalte comandamente, încurajând apoi neseriozitatea și lipsa demnității ofițerești; Având în vedere că prin incapacitatea acestor ofițeri generali s'a ajuns la decăderea oștirii și la acte grave prin pierderea granițelor; Socotind că Națiunea trebue să primească exemplul datoriei și al răspunderii prin sancționarea celor care s'au făcut vinovați de aceste abateri”. Efectele decretului-lege au fost anulate la 1 septembrie 1944.

## Decorații
“Coroana României” în gradele de ofițer, cavaler, comandor, mare ofițer și mare cruce
“Steaua României” în gradele de ofițer și comandor
“Sf. Stanislav”, clasa a II-a cu spade (Rusia)
“Sf. Vladimir”, clasa a IV-a cu spade (Rusia)
“Sf. Mauriciu și Lazăr” în grad de ofițer (Italia)
“Legiunea de onoare” în gradele de cavaler și comandor (Franța)
“Sf. Sava”, clasa a III-a și a II-a (Iugoslavia)
“Meritul Militar Bulgar” Marea Cruce (Bulgaria)
“Tezaurul sacru” în grad de comandor (Japonia) și altele.
A decedat la 9 aprilie 1941, generalul Antonescu organizându-i funeralii naționale.